# Barbus pygmaeus
Barbus pygmaeus és una espècie de peix de la família dels ciprínids i de l'ordre dels cipriniformes present al riu Congo. Els mascles poden assolir els 2,6 cm de longitud total.